# Calycogonium apleurum
Calycogonium apleurum là một loài thực vật có hoa trong họ Mua. Loài này được (Urb. & Ekman) Judd & Skean mô tả khoa học đầu tiên năm 1991.